# João Paulo II e o judaísmo
As relações entre o papa João Paulo II e o judaísmo começaram quando Karol Wojtyła era criança, essas relações continuaram na sua juventude e durante seu papado trabalhou para melhorar as relações entre o judaísmo e a Igreja Católica. O papa também se esforçou para melhorar as relações entre judeus e muçulmanos. Por conta de seu trabalho, o papa foi homenageado por lideranças judaicas.

## Juventude
Durante a sua adolescência, ele travou contato com a grande comunidade judaica de Wadowice e os jogos de futebol eram disputados entre os times de judeus e católicos, com Wojtyła muitas vezes jogando ao lado dos judeus.
Na noite de 17 de janeiro de 1945, os alemães fugiram da cidade e os estudantes puderam retomar o então arruinado seminário. Karol e outros seminaristas ofereceram-se para limpar pilhas de imundices congeladas que se acumularam nas latrinas. Karol também ajudou uma garota judia de 14 anos chamada Edith Zierer, que tinha fugido de um campo de trabalho alemão em Częstochowa. Edith havia desmaiado na plataforma de trens e Karol a carregou e ficou com ela durante toda a viagem até Cracóvia. Ela afirma que Karol salvou-lhe a vida naquele dia. A organização judaica B'nai B'rith afirma que Karol ajudou a proteger muitos outros judeus poloneses dos nazistas, além de ter priorizado a amizade com os judeus.

## Papado
As relações entre o catolicismo e o judaísmo melhoraram durante o pontificado de João Paulo II  Ele falou com frequência sobre a relação da Igreja com os judeus.
Em 1979, João Paulo II  se tornou o primeiro papa a visitar o campo de concentração Auschwitz, na Polônia, onde muitos de seus compatriotas (majoritariamente judeus poloneses) haviam perecido durante a ocupação alemã da Polônia na Segunda Guerra Mundial. Em 1998, o papa publicou "Nós Lembramos: Uma Reflexão sobre a Shoah", que delineou seu pensamento sobre o Holocausto. Ele se tornou o primeiro papa a fazer uma visita papal oficial a uma sinagoga, quando ele visitou a Grande Sinagoga de Roma em 13 de abril de 1986.
Em 1994, João Paulo II estabeleceu relações diplomáticas formais entre a Santa Sé e o Estado de Israel, reconhecendo sua importância central na vida e fé judaicas. Em honra a este evento, o papa João Paulo II patrocinou o "Concerto Papal para Comemoração do Holocausto". Este concerto, que foi concebido e conduzido pelo maestro norte-americano Gilbert Levine, contou com a presença de Elio Toaff, o Rabino principal de Roma, do presidente da Itália Oscar Luigi Scalfaro e de sobreviventes do Holocausto vindos do mundo inteiro.
Em março de 2000, João Paulo II visitou o memorial de Yad Vashem, um monumento nacional israelense em honra às vítimas e heróis do Holocausto, e depois entrou para a história ao tocar um dos mais sagrados objetos de devoção do Judaísmo, o Muro das Lamentações, seguindo o costume de colocar uma carta entre as frestas de seus tijolos (na qual ele pediu perdão pelas perseguições contra os judeus). Em parte do seu discurso, ele disse: "Eu asseguro o povo judeu que a Igreja Católica... está profundamente entristecida pelo ódio, atos de perseguição e mostras de antissemitismo dirigidas contra os judeus pelos cristãos, à qualquer tempo, em qualquer lugar" e acrescentou que "não há palavras fortes o suficiente para deplorar a terrível tragédia do Holocausto". O ministro israelense, rabino Michael Melchior, que foi o anfitrião do papa durante a visita, disse que estava "muito comovido" pelo gesto do papa:
| “ | Foi além da história, além da memória.                                                         | ” |
|   | — Rabino Michael Melchior, em 26 de março de 2000, durante a visita de João Paulo II a Israel. |   |

| “ | Nós estamos profundamente entristecidos pelo comportamento dos que, no curso da história, provocaram sofrimento às suas crianças e, ao pedir perdão, desejamos nos comprometer com uma irmandade genuína com o povo da Aliança | ” |
|   | — Papa João Paulo II, em 12 de março de 2000, numa nota deixada no Muro das Lamentações. |   |

Em outubro de 2003, Liga Anti-Difamação (ADL, da sigla em inglês) emitiu um comunicado congratulando João Paulo II por seu vigésimo-quinto ano de papado. Em janeiro de 2005, João Paulo II se tornou o primeiro papa a receber a benção sacerdotal de um rabino, quando Benjamin Blech, Barry Dov Schwartz e Jack Bemporad visitaram o pontífice no Sala Clementina do Palácio Apostólico.

### Concerto Papal pela Reconciliação
Em 2004, João Paulo II patrocinou o "Concerto Papal pela Reconciliação", que reuniu líderes do Islã com líderes da comunidade judaica e da Igreja Católica no Palácio Apostólico, no Vaticano, para um concerto do Coro Filarmônico de Cracóvia, da Polônia, do Coro Filarmônico de Londres, do Reino Unido, da Orquestra Sinfônica de Pittsburgh, dos Estados Unidos, e do Coro Polifônico Estatal de Ancara, da Turquia. John Harbison, um dos compositores mais importantes da América, foi contratado para escrever a obra "Abraão", baseado no texto de Gênesis que foi usada para abrir o concerto. O evento foi concebido e dirigido por Sir Gilbert Levine, OSGM, e foi transmitido para o mundo inteiro.

## Após sua morte
Imediatamente após a morte de João Paulo II, a ADL emitiu um comunicado afirmando que o papa João Paulo II havia revolucionado as relações entre católicos e judeus e que "mais mudanças para melhor haviam ocorrido em seus vinte e sete anos de papado do que nos quase 2000 anos anteriores". Em outro comunicado, emitido pelo diretor do conselho para assuntos australianos, israelenses e judaicos de Israel, o dr. Colin Rubenstein, afirmou que "O papa será lembrado por sua inspiradora lembrança espiritual em prol da causa da liberdade e da humanidade. Ele conseguiu muito mais em termos de transformar as relações tanto com o povo judeu quanto com o Estado de Israel do que qualquer outra figura na história da Igreja Católica."
| “ | Com o judaísmo, portanto, nós temos uma relação com a qual não temos com qualquer outra religião. Vocês são nossos queridos irmãos e, de certa forma, pode-se dizer que vocês são os nossos irmãos mais velhos | ” |
|   | — papa João Paulo II, em 13 de abril de 1986. |   |